# Primera División de Uruguay 2011/2012
Liga Profesional de Primera División 2011–12, även känt som Campeonato Uruguayo de Fútbol 2011–12, var den 108:e säsongen av Uruguays högstaliga Primera División. Det var den 81:a säsongen som ligan hade spelats professionellt. Turneringen fick namnet Uruguay Campeón de América Argentina 2011 (på grund av landets vinst i Copa América 2011). Aperturan döptes till Juan José Tuduri som en hyllning till River Plates bortgågne tränare. Clausuran döptes till Carlos Gardel (100 år sedan Gardel spelade in sina första tangosånger).
Säsongen bestod av två delar, Apertura och Clausura, som spelades av 16 lag. Apertura spelades mellan den 12 augusti och den 5 december, 2011, med Nacional som segrare. Clausuran spelades mellan den 18 februari och den 3 juni, 2012, med Danubio som segrare.
Säsongen är tänkt att bestå av 30 omgångar med två matcher mellan alla lag; en gång på vardera lagets hemmaplan. Vinst gav 3 poäng, oavgjort 1 poäng och förlust 0 poäng.

## Poängtabeller
| Nr | Lag                  | S  | V | O | F  | GM | IM | MS  | P  |
| -- | -------------------- | -- | - | - | -- | -- | -- | --- | -- |
| 1  | Nacional             | 15 | 9 | 5 | 1  | 30 | 11 | +19 | 32 |
| 2  | Danubio              | 15 | 8 | 5 | 2  | 19 | 8  | +11 | 31 |
| 3  | Peñarol              | 15 | 9 | 3 | 3  | 30 | 12 | +18 | 30 |
| 4  | River Plate          | 15 | 8 | 4 | 3  | 22 | 17 | +5  | 28 |
| 5  | Cerro Largo          | 15 | 8 | 3 | 4  | 18 | 16 | +2  | 27 |
| 6  | Defensor Sporting    | 15 | 7 | 3 | 5  | 23 | 16 | +7  | 24 |
| 7  | Cerro                | 15 | 7 | 3 | 5  | 17 | 12 | +5  | 24 |
| 8  | Liverpool            | 15 | 6 | 1 | 8  | 17 | 18 | −1  | 19 |
| 9  | El Tanque Sisley     | 15 | 5 | 3 | 7  | 15 | 23 | −8  | 18 |
| 10 | Montevideo Wanderers | 15 | 5 | 2 | 8  | 23 | 25 | −2  | 17 |
| 11 | Racing               | 15 | 4 | 6 | 5  | 20 | 23 | −3  | 17 |
| 12 | Rampla Juniors       | 15 | 5 | 1 | 9  | 16 | 22 | −6  | 16 |
| 13 | Fénix                | 15 | 4 | 4 | 7  | 15 | 22 | −7  | 16 |
| 14 | Rentistas            | 15 | 4 | 2 | 9  | 10 | 21 | −11 | 14 |
| 15 | Cerrito              | 15 | 3 | 4 | 8  | 10 | 23 | −13 | 13 |
| 16 | Bella Vista          | 15 | 3 | 1 | 11 | 9  | 25 | −16 | 10 |

| Nr | Lag                  | S  | V  | O | F  | GM | IM | MS  | P  |
| -- | -------------------- | -- | -- | - | -- | -- | -- | --- | -- |
| 1  | Defensor Sporting    | 15 | 12 | 2 | 1  | 31 | 11 | +20 | 38 |
| 2  | Nacional             | 15 | 11 | 2 | 2  | 38 | 20 | +18 | 35 |
| 3  | Liverpool            | 15 | 11 | 1 | 3  | 31 | 21 | +10 | 34 |
| 4  | Peñarol              | 15 | 10 | 2 | 3  | 41 | 18 | +23 | 32 |
| 5  | Cerro Largo          | 15 | 8  | 3 | 4  | 28 | 18 | +10 | 27 |
| 6  | Montevideo Wanderers | 15 | 7  | 3 | 5  | 26 | 25 | +1  | 24 |
| 7  | River Plate          | 15 | 6  | 4 | 5  | 28 | 23 | +5  | 22 |
| 8  | Danubio              | 15 | 5  | 6 | 4  | 18 | 18 | 0   | 21 |
| 9  | Bella Vista          | 15 | 6  | 2 | 7  | 19 | 21 | −2  | 20 |
| 10 | Racing               | 15 | 5  | 2 | 8  | 21 | 30 | −9  | 17 |
| 11 | Rampla Juniors       | 15 | 4  | 3 | 8  | 18 | 33 | −15 | 15 |
| 12 | El Tanque Sisley     | 15 | 4  | 1 | 10 | 14 | 25 | −11 | 13 |
| 13 | Cerro                | 15 | 3  | 3 | 9  | 18 | 25 | −7  | 12 |
| 14 | Cerrito              | 15 | 2  | 5 | 8  | 14 | 29 | −15 | 11 |
| 15 | Fénix                | 15 | 1  | 6 | 8  | 18 | 25 | −7  | 9  |
| 16 | Rentistas            | 15 | 0  | 5 | 10 | 9  | 30 | −21 | 5  |

### Sammanlagd tabell
Segrarna av Torneo Apertura och Torneo Clausura (Nacional och Defensor Sporting) kvalificerade sig till Copa Libertadores 2013 tillsammans med den bäst placerade icke-segraren (Peñarol på andra plats). Vinnaren av den sammanlagda tabellen (Nacional) blir även direktkvalificerade för finalen av det uruguayanska mästerskapet. Lagen på plats fyra till sex kvalificerade sig även till Copa Sudamericana 2012. Nedflyttningen bestämdes av poängsnittet de senaste två säsongerna - Rampla Juniors snittade 31 poäng per säsong, Cerrito snittade 24 och Rentistas enbart 19 poäng. Därför flyttades dessa tre ner eftersom de hade de sämsta poängsnitten, fjärde sämst var Fénix som snittade 35 poäng per säsong.
| Nr | Lag                  | S  | V  | O  | F  | GM | IM | MS  | P  |
| -- | -------------------- | -- | -- | -- | -- | -- | -- | --- | -- |
| 1  | Nacional             | 30 | 20 | 7  | 3  | 68 | 31 | +37 | 67 |
| 2  | Peñarol              | 30 | 19 | 5  | 6  | 71 | 30 | +41 | 62 |
| 3  | Defensor Sporting    | 30 | 19 | 5  | 6  | 54 | 27 | +27 | 62 |
| 4  | Cerro Largo          | 30 | 16 | 6  | 8  | 45 | 34 | +11 | 54 |
| 5  | Liverpool            | 30 | 17 | 2  | 11 | 45 | 35 | +10 | 53 |
| 6  | Danubio              | 30 | 13 | 11 | 6  | 37 | 26 | +11 | 52 |
| 7  | River Plate          | 30 | 14 | 8  | 8  | 48 | 40 | +8  | 50 |
| 8  | Montevideo Wanderers | 30 | 12 | 5  | 13 | 49 | 50 | −1  | 41 |
| 9  | Cerro                | 30 | 10 | 6  | 14 | 35 | 37 | −2  | 36 |
| 10 | Racing               | 30 | 9  | 8  | 13 | 41 | 51 | −10 | 34 |
| 11 | El Tanque Sisley     | 30 | 9  | 4  | 17 | 29 | 48 | −19 | 31 |
| 12 | Rampla Juniors       | 30 | 9  | 4  | 17 | 34 | 61 | −27 | 31 |
| 13 | Bella Vista          | 30 | 9  | 3  | 18 | 28 | 46 | −18 | 30 |
| 14 | Fénix                | 30 | 5  | 10 | 15 | 33 | 47 | −14 | 25 |
| 15 | Cerrito              | 30 | 5  | 9  | 16 | 24 | 52 | −28 | 24 |
| 16 | Rentistas            | 30 | 4  | 7  | 19 | 19 | 51 | −32 | 19 |

Färgkoder:

     – Kvalificerad till Copa Libertadores 2013

     – Kvalificerad till Copa Sudamericana 2012

     – Nedflyttade till Segunda División
Noteringar
1. ↑  Racing förlorade 1 poäng på grund av spel med otillåtna spelare (Marcelo Sosa).

## Resultat
| Hemma \ Borta        | BVI   | CSC   | CRR   | CRL   | DAN   | DFS   | ETS   | FNX   | LIV   | WAN   | NAC   | PEÑ   | RAC   | RAM   | REN   | RIV   |
| Bella Vista          | —     | 0 – 1 | 0 – 0 | 1 – 2 | 2 – 1 | 0 – 1 | 1 – 2 | 0 – 0 | 1 – 2 | 2 – 2 | 1 – 0 | 0 – 3 | 0 – 1 | 3 – 1 | 1 – 0 | 0 – 1 |
| Cerrito              | 3 – 2 | —     | 1 – 4 | 0 – 0 | 1 – 0 | 0 – 2 | 0 – 1 | 1 – 1 | 1 – 2 | 1 – 2 | 0 – 3 | 0 – 5 | 0 – 0 | 0 – 0 | 1 – 0 | 0 – 0 |
| Cerro                | 0 – 2 | 3 – 1 | —     | 0 – 1 | 1 – 2 | 2 – 3 | 1 – 0 | 1 – 1 | 2 – 1 | 1 – 0 | 0 – 0 | 0 – 0 | 2 – 3 | 0 – 0 | 3 – 0 | 2 – 0 |
| Cerro Largo          | 1 – 0 | 2 – 1 | 1 – 0 | —     | 1 – 0 | 0 – 3 | 3 – 0 | 2 – 0 | 1 – 0 | 3 – 0 | 4 – 2 | 0 – 0 | 2 – 2 | 3 – 2 | 1 – 0 | 0 – 3 |
| Danubio              | 4 – 1 | 1 – 0 | 1 – 0 | 1 – 1 | —     | 0 – 1 | 2 – 1 | 4 – 0 | 0 – 0 | 1 – 0 | 1 – 1 | 3 – 2 | 1 – 1 | 3 – 2 | 1 – 1 | 0 – 0 |
| Defensor Sporting    | 2 – 1 | 1 – 1 | 2 – 3 | 2 – 1 | 0 – 1 | —     | 3 – 0 | 0 – 1 | 4 – 2 | 2 – 1 | 2 – 2 | 0 – 0 | 5 – 1 | 2 – 0 | 1 – 0 | 0 – 2 |
| El Tanque Sisley     | 1 – 2 | 3 – 2 | 2 – 0 | 0 – 3 | 1 – 1 | 2 – 2 | —     | 0 – 2 | 0 – 1 | 3 – 2 | 0 – 1 | 0 – 2 | 3 – 0 | 1 – 3 | 2 – 0 | 1 – 1 |
| Fénix                | 2 – 1 | 3 – 1 | 0 – 3 | 1 – 1 | 1 – 1 | 0 – 1 | 0 – 2 | —     | 1 – 2 | 3 – 3 | 0 – 2 | 2 – 2 | 2 – 3 | 0 – 1 | 1 – 1 | 1 – 2 |
| Liverpool            | 2 – 0 | 3 – 1 | 2 – 1 | 2 – 1 | 1 – 2 | 2 – 3 | 1 – 0 | 5 – 4 | —     | 1 – 2 | 0 – 1 | 3 – 0 | 2 – 1 | 0 – 1 | 2 – 1 | 1 – 2 |
| Montevideo Wanderers | 4 – 0 | 3 – 1 | 3 – 1 | 3 – 2 | 1 – 1 | 0 – 2 | 1 – 3 | 2 – 1 | 0 – 1 | —     | 1 – 3 | 1 – 5 | 3 – 0 | 2 – 0 | 3 – 0 | 0 – 3 |
| Nacional             | 3 – 1 | 6 – 1 | 3 – 0 | 4 – 0 | 3 – 1 | 2 – 2 | 3 – 0 | 0 – 0 | 4 – 3 | 2 – 0 | —     | 2 – 1 | 3 – 2 | 1 – 1 | 3 – 0 | 3 – 2 |
| Peñarol              | 4 – 1 | 1 – 0 | 3 – 1 | 4 – 2 | 2 – 1 | 1 – 0 | 2 – 0 | 2 – 1 | 0 – 1 | 1 – 2 | 2 – 3 | —     | 4 – 2 | 4 – 1 | 4 – 1 | 1 – 0 |
| Racing Club          | 0 – 1 | 0 – 0 | 1 – 0 | 1 – 3 | 0 – 1 | 0 – 3 | 3 – 0 | 0 – 0 | 1 – 1 | 3 – 2 | 1 – 0 | 2 – 2 | —     | 1 – 3 | 3 – 1 | 4 – 2 |
| Rampla Juniors       | 0 – 1 | 1 – 3 | 0 – 1 | 0 – 3 | 0 – 0 | 0 – 2 | 2 – 1 | 0 – 4 | 0 – 2 | 1 – 3 | 0 – 2 | 1 – 7 | 4 – 3 | —     | 4 – 0 | 2 – 1 |
| Rentistas            | 2 – 1 | 1 – 1 | 1 – 0 | 1 – 1 | 0 – 1 | 0 – 2 | 0 – 0 | 2 – 0 | 3 – 0 | 1 – 1 | 2 – 3 | 0 – 3 | 1 – 1 | 0 – 3 | —     | 0 – 2 |
| River Plate          | 1 – 2 | 2 – 2 | 3 – 3 | 2 – 1 | 1 – 1 | 2 – 1 | 4 – 0 | 2 – 1 | 1 – 3 | 2 – 2 | 3 – 3 | 0 – 4 | 2 – 1 | 2 – 1 | 2 – 0 | —     |

## Slutspel
Slutspelet består av en semifinal och en final. I semifinalen deltar segraren av Torneo Apertura och segraren av Torneo Clausura. Vinnaren i matchen går till final och får möta segraren av den sammanlagda tabellen. Om vinnaren av den sammanlagda tabellen är med i semifinal, krävs att den andra semifinalisten först vinner semifinalmatchen för att sedan gå till final och spela mot samma lag igen för att vinna mästerskapet. Semifinalomgången spelas i en match och inte i dubbelmöten, till skillnad från finalmatcherna som spelas som ett dubbelmöte. Alla lag i slutspelet är kvalificerade för Copa Libertadores 2013, och vinnaren av slutspelet är även kvalificerade till Copa Sudamericana 2012.
Nacional vann första mötet och blev därmed segrare av Primera División 2011–12.
|  | 16 juni 2012 15:00 UTC−03:00 | Estadio Centenario000 Montevideo000 |

| Lagfärger · Lagfärger · Lagfärger · Lagfärger · Lagfärger | Nacional   | 1 – 0           | Defensor Sporting | Lagfärger · Lagfärger · Lagfärger · Lagfärger · Lagfärger |
| Lagfärger · Lagfärger · Lagfärger · Lagfärger · Lagfärger | Recoba 41′ | (1 – 0) Rapport |                   | Lagfärger · Lagfärger · Lagfärger · Lagfärger · Lagfärger |
|                                                           |            |                 |                   |                                                           |

| Startelva:       |    |                     |     |     |
|                  |    |                     |     |     |
| MV               | 25 | Jorge Bava          | 88' |     |
| HB               | 4  | Christian Núñez     |     |     |
| MB               | 19 | Andrés Scotti       | 23' |     |
| MB               | 6  | Alexis Rolín        | 50' |     |
| VB               | 14 | Diego Placente      | 39' | 72′ |
| CM               | 8  | Matías Cabrera      |     | 61′ |
| CM               | 23 | Facundo Píriz       | 71' |     |
| CM               | 17 | Maximiliano Calzada |     |     |
| OM               | 20 | Álvaro Recoba       |     |     |
| CA               | 10 | Tabaré Viudez       |     | 14′ |
| CA               | 7  | Richard Porta       |     |     |
| Inhoppare:       |    |                     |     |     |
| MV               | 1  | Leonardo Burián     |     |     |
| F                | 2  | Darwin Torres       |     | 72′ |
| MF               | 18 | Israel Damonte      | 74' | 61′ |
| MF               | 24 | Marcos Aguirre      |     |     |
| A                | 9  | Alexander Medina    |     |     |
| A                | 11 | Vicente Sánchez     |     | 14′ |
| A                | 15 | Gonzalo Bueno       |     |     |
|                  |    |                     |     |     |
|                  |    |                     |     |     |
|                  |    |                     |     |     |
|                  |    |                     |     |     |
|                  |    |                     |     |     |
|                  |    |                     |     |     |
| Tränare:         |    |                     |     |     |
| Marcelo Gallardo |    |                     |     |     |

| Startelva:   |    |                         |     |     |
|              |    |                         |     |     |
| MV           | 1  | Yonathan Irrazábal      |     |     |
| HB           | 21 | Pablo Pintos            | 72' |     |
| MB           | 2  | Ramón Arias             |     |     |
| MB           | 6  | Néstor Emanuel Moiraghi |     |     |
| VB           | 22 | Robert Herrera          | 42' | 60′ |
| DM           | 15 | Diego Martín Rodríguez  |     |     |
| DM           | 5  | Diego Ferreira          |     | 60′ |
| HM           | 19 | Federico Pintos         |     |     |
| VM           | 9  | Matías Britos           |     |     |
| CA           | 11 | Nicolás Olivera         | 33' |     |
| CA           | 16 | Ignacio Risso           |     | 60′ |
| Inhoppare:   |    |                         |     |     |
| MV           | 12 | Fernando Rodríguez      |     |     |
| F            | 4  | Mario Risso             |     |     |
| F            | 7  | Juan Amado              |     | 60′ |
| F            | 20 | Diego Manuel Rodríguez  |     | 60′ |
| MF           | 10 | Brahian Alemán          |     |     |
| MF           | 23 | Andrés Fleurquín        |     |     |
| A            | 8  | Diego Rolán             |     | 75′ |
|              |    |                         |     |     |
|              |    |                         |     |     |
|              |    |                         |     |     |
|              |    |                         |     |     |
|              |    |                         |     |     |
|              |    |                         |     |     |
| Tränare:     |    |                         |     |     |
| Gustavo Díaz |    |                         |     |     |

| Domare: Darío Ubriaco (Uruguay) Ass. domare: Gabriel Popovits & Gersei Gómez (Uruguay) Fjärdedomare: Heber Rodríguez (Uruguay) | Publik: 60 000 | Matchens bäste spelare Álvaro Recoba (Nacional) |